# Некрилове
Некрилове (рос. Некрылово) — селище у Новохоперському районі Воронезької області Російської Федерації.
Населення становить 762 особи. Входить до складу муніципального утворення Краснянське сільське поселення.

## Історія
Населений пункт розташований у історичному регіоні Чорнозем'я. Від 1928 року належить до Новохоперського району, спочатку в складі Центрально-Чорноземної області, а від 1934 року — Воронезької області.
Згідно із законом від 15 жовтня 2004 року входить до складу муніципального утворення Краснянське сільське поселення.

## Населення
| 2010 | 2011 | 2015 |
| ---- | ---- | ---- |
| 783  | ↘780 | ↘762 |